# P.S.F. 레코드
P.S.F. 레코드(P.S.F. Records)는 일본의 인디 레코드 레이블이다. 주로 싸이키델릭 록과 포크, 즉흥음악 계열의 음반을 발매했다. 이케즈미 히데오(生悦住英夫, 1949-2017)가 도쿄에서 "내가 좋아하는 것만 발매한다. 눈이 밝은 청자가 분명 좋아해줄것이라 생각한다."라는 취지로 설립했다. 레이블의 이름은 그들의 첫 발매작인 하이 라이즈의 84년작 'Psychedelic Speed Freaks'를 줄여서 만들었다. PSF 레코드는 도쿄의 음반점인 '모던 뮤직', 잡지 'G 모던'과 관련하여 활동을 해나갔다.
P.S.F.의 주요 음악가로는 미카미 칸, 애시드 마더즈 템플, Mainliner, 아베 카오루 (색소폰 연주자), 하이노 케이지, 토모카와 카즈키 등이 있다. 일본 음악가들의 음반 뿐 아니라 해외 레이블의 음반들을 일본에 소개하기도 했다. 김두수의 음반을 일본에서 발매했다.